# 5954 Epikouros
5954 Epikouros (1987 QS1) là một tiểu hành tinh vành đai chính được phát hiện ngày 19 tháng 8 năm 1987 bởi Elst, E. W. ở La Silla.